# Critolaus lepidus
Critolaus lepidus är en klomaskart som beskrevs av Reid 1996. Critolaus lepidus ingår i släktet Critolaus och familjen Peripatopsidae. Inga underarter finns listade i Catalogue of Life.